# Hästkastanjesläktet
Hästkastanjesläktet (Aesculus) är ett släkte träd i familjen kinesträdsväxter, och omfattar cirka 13 arter. Släktet förekommer i tempererade delar av Nordamerika, sydöstra Europa samt i södra och östra Asien. Tidigare ingick släktet i familjen hästkastanjeväxter (Hippocastanaceae), men de flesta taxonomer inräknar numera denna familj bland kinesträdsväxterna.
Arterna är vanligtvis lövfällande träd, sällsynt buskar. Knopparna har stora täckfjäll, som ofta är klibbiga av kåda. Blommorna är praktfulla och kommer i toppställda klasar med rör- eller klockformade foderblad. Kronbladen är vanligen 4–5 till antalet, och blommorna har 7 ståndare. Frukten är en mer eller mindre läderartad kapsel som innehåller 1–3 stora frön, de så kallade hästkastanjerna.
Hästkastanjesläktet står inte nära äkta kastanjer, Castanea sativa, utan det svenska namnet syftar bara på frönas likhet. Hästkastanjer är giftiga, inte så farliga vid ett enstaka tillfälle men värre vid upprepad förtäring.

## Taxonomi
Arter enligt Catalogue of Life och Dyntaxa:
- Aesculus assamica
- Aesculus bushii
- Aesculus californica
- rödblommig hästkastanj
- Aesculus chinensis
- gulblommig hästkastanj
- Aesculus glabra
- hästkastanj
- Aesculus hybrida
- Aesculus indica
- Aesculus marylandica
- Aesculus mutabilis
- Aesculus neglecta
- Aesculus parryi
- småblommig hästkastanj
- Aesculus pavia
- Aesculus sylvatica
- Aesculus turbinata
- Aesculus worlitzensis